# Trent (Rügen)
 For alternative betydninger, se Trent. (Se også artikler, som begynder med Trent)
Trent er en by og kommune i det nordøstlige Tyskland, beliggende under Landkreis Vorpommern-Rügen på øen Rügen. Landkreis Vorpommern-Rügen ligger i delstaten Mecklenburg-Vorpommern.
Trent er beliggende i den nordvestlige del af det såkaldte Muttland, der udgøres af den centrale del af Rügen. Kommunen ligger ca. 20 km nordvest for Bergen auf Rügen. Den grænser mod nord op til Wieker Bodden og Breetzer Bodden og i øst til Neuendorfer Wiek. Ved landsbyen Fischersiedlung er der færgeforbindelse over Rassower Strom til halvøen Wittow med Wittower Fähre.

## Landsbyer og bebyggelser
- Fischersiedlung,
- Freesen,
- Ganschvitz,
- Grosow,
- Holstenhagen,
- Jabelitz,
- Libnitz,
- Trent,
- Tribkevitz,
- Vaschvitz,
- Venz
- Zubzow.